# Столпин (Львовская область)
Столпин (укр. Стовпин) — село в Бусской городской общине Золочевского района Львовской области Украины.
Население по переписи 2001 года составляло 227 человек. Занимает площадь 2,101 км². Почтовый индекс — 80520. Телефонный код — 3264.